# Tấm lợp fibro xi măng

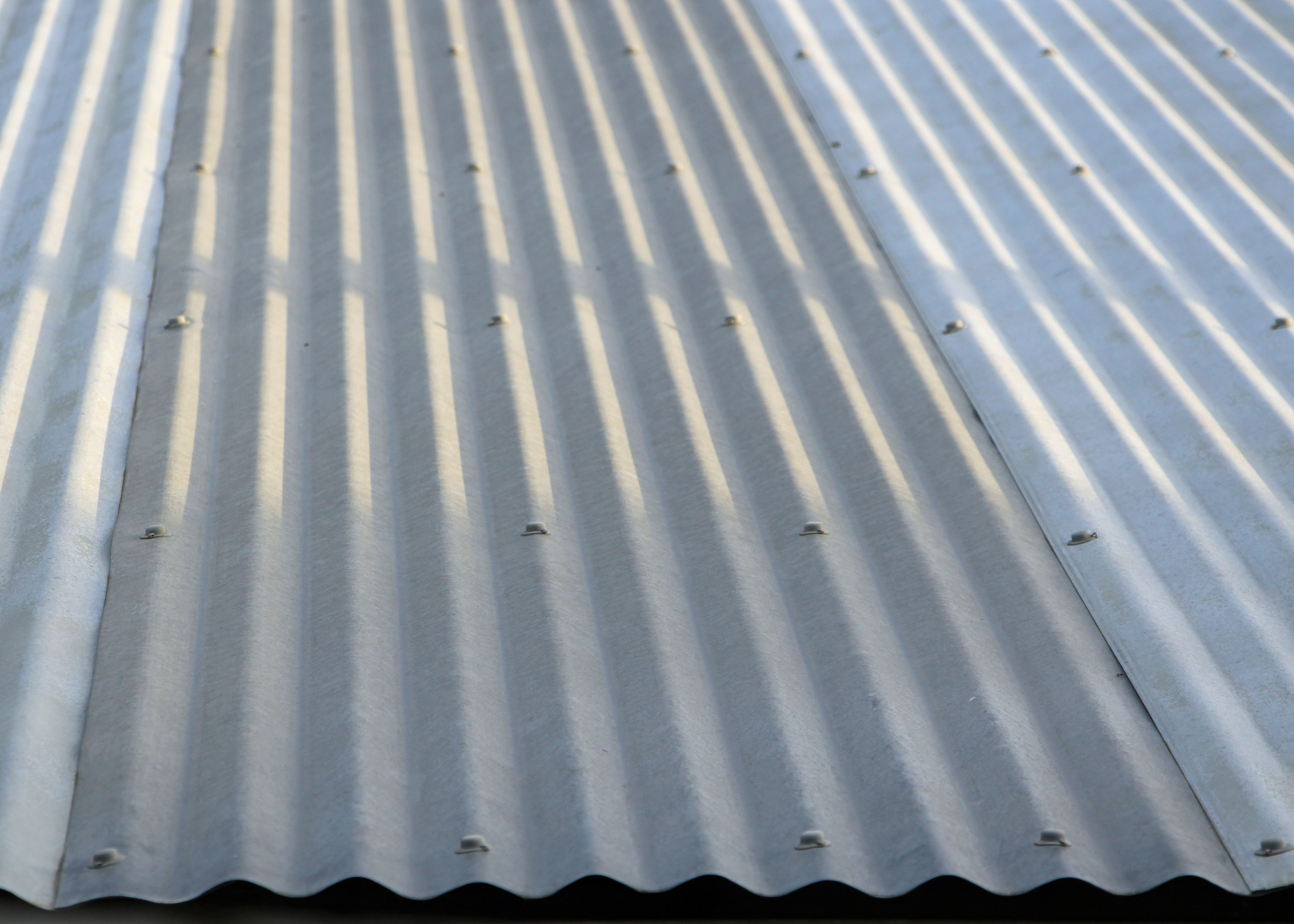
Tấm lợp nhà fibro xi măng

Tấm lợp fibro xi măng, đôi khi còn được gọi là tấm lợp AC, tấm lợp xi măng amiăng, hay tấm lợp amiăng, là một loại vật liệu xây dựng, thường dùng lợp mái, làm tưởng bao, che chắn. Tại Việt Nam những năm gần đây việc sử dụng amiăng trong xây dựng đang được đề xuất loại bỏ vì khả năng gây bệnh, đặc biệt là bệnh ung thư phổi.